# Площадь Тимошенко (Мелитополь)
Площадь Тимошенко (укр. Площа Тимошенка) — площадь на окраине Мелитополя, расположенная между заводами «Автоцветлит» и «АвтоЗАЗ-Мотор». Недалеко от площади расположено Каховское шоссе, на котором находятся юридические адреса обоих заводов и через которое осуществляется проезд общественного транспорта.

## История
После того, как на XXI съезде КПСС 1959 года был взят курс на специализацию и кооперирование народного хозяйства, в районе современной площади Тимошенко начали строиться новые цеха Мелитопольского моторного завода. 
В 1964 году комплекс цветнолитейных цехов был выделен в отдельное предприятие — «Автоцветлит».
В 1966 году моторному заводу было разрешено проектирование и строительство производственных цехов и заводоуправления на пахотных землях колхоза «Заря», смежно с заводом «Автоцветлит», на площади 25 га.
Образовавшаяся между двумя заводами безымянная площадь долгое время не являлась отдельным адресным объектом, пока в 1997 году ей не было присвоено название в честь Владимира Тимошенко, бывшего директора «Автоцветлита» и Моторного завода.

## Транспорт
Возле площади находится конечная автобусная остановка «Автоцветлит».
Площадь соединена асфальтной дорогой с важной автомагистралью — Каховским шоссе. К востоку расположена ещё одна дорога — грунтовая, ведущая на трассу М-18.

## Объекты
- Завод «Автоцветлит»
- Завод «АвтоЗАЗ-Мотор»
- Конечная остановка общественного транспорта «Автоцветлит»
- Аллея и мемориальный комплекс возле завода «АвтоЗАЗ-Мотор»

## Галерея
|                       |                                                 |                                             |                                                  |
| завод «Автоцветлит»   | скульптура возле проходной завода «Автоцветлит» | остановка возле площади                     | общий вид на площадь (в сторону «АвтоЗАЗ-Мотор») |
|                       |                                                 |                                             |                                                  |
| завод «АвтоЗАЗ-Мотор» | плита возле аллеи                               | мемориальный комплекс возле «АвтоЗАЗ-Мотор» |                                                  |